# Ofurac
Ofurac ist eine chemische Verbindung aus der Gruppe der Anilide und ein systemisches Fungizid aus der Familie der Phenylamide.

## Geschichte
Ofurac wurde von Chevron entwickelt und 1992 auf den Markt gebracht. Die Rechte liegen heute bei Bayer CropScience.

## Gewinnung und Darstellung
Ofurac kann durch Reaktion von Chloressigsäurechlorid mit 2,6-Dimethylanilin und 2-Chlor-γ-butyrolacton gewonnen werden.

## Verwendung
Ofurac hat eine systemische, protektive und kurative, Wirkung. Der Wirkstoff hemmt die Synthese der ribosomalen RNA. Er wird häufig zusammen mit anderen Fungiziden zur Bekämpfung von Oomyceten verwendet.

## Zulassung
In den Staaten der EU und in der Schweiz sind keine Pflanzenschutzmittel mit diesem Wirkstoff zugelassen.